# Скалиа, Юджин
Юджин Скалиа (англ. Eugene Scalia; род. 14 августа 1963, Колумбус, Огайо) — американский адвокат, министр труда США (2019—2021).

## Биография
Родился в 1963 году в Колумбусе, Огайо. Сын бывшего судьи Верховного суда США Антонина Скалиа.
Получил степень бакалавра искусств в Виргинском университете и степень доктора права — в Чикагском университете.
Более 20 лет проработал в вашингтонской корпоративной юридической фирме Gibson, Dunn & Crutcher, завоевав репутацию сильного противника профсоюзов в правовых спорах по поводу норм, защищающих права потребителей и наёмных работников. В 2006 году оказал юридическую помощь розничной торговой сети Walmart в связи с вступлением в силу закона штата Мэриленд, обязавшим компании с численностью занятых более 10 тысяч человек тратить не менее 8 % доходов на медицинское страхование работников; в 2011 году помогал корпорации Boeing в ходе переговоров с профсоюзами.
В 1990-е годы являлся специальным помощником генерального прокурора США Уильяма Барра. В администрации Джорджа Буша-младшего занимал должность старшего юрисконсульта Министерства труда (иначе — солиситора Министерства труда; в 2001 году назначение было заблокировано в Сенате демократами из-за протестов профсоюзов в связи с деятельностью Скалиа, направленной против законодательного регулирования требований к технике безопасности на рабочих местах, и в январе 2002 года Буш провёл его в обход Конгресса, во время приостановки его работы, но в январе 2003 года Скалиа ушёл в отставку).
18 июля 2019 года президент Трамп предложил Сенату США кандидатуру Юджина Скалиа для утверждения в должности министра труда. 26 сентября 2019 года утверждён Сенатом (голоса сенаторов разделились строго по партийному признаку — 53 против 44) и 30 сентября вступил в должность.